# Cleyrac
Cleyrac (Clairac en gascon) est une commune du Sud-Ouest de la France, située dans le département de la Gironde, en région Nouvelle-Aquitaine.
Ses habitants sont appelés les Cleyracais.

## Géographie

### Localisation
La commune se trouve à 51 km à l'est-sud-est de Bordeaux, chef-lieu du département, à 30 km au nord-est de Langon, chef-lieu d'arrondissement et à 5 km au nord-est de Sauveterre-de-Guyenne, ancien chef-lieu de canton.

### Communes limitrophes
Les communes limitrophes sont Mauriac au nord-est, Cazaugitat à l'est, Caumont au sud-est, Sauveterre-de-Guyenne au sud-ouest et Blasimon au nord-ouest.
| Blasimon              |         | Mauriac    |
|                       | Cleyrac | Cazaugitat |
| Sauveterre-de-Guyenne |         | Caumont    |

Représentations cartographiques de la commune
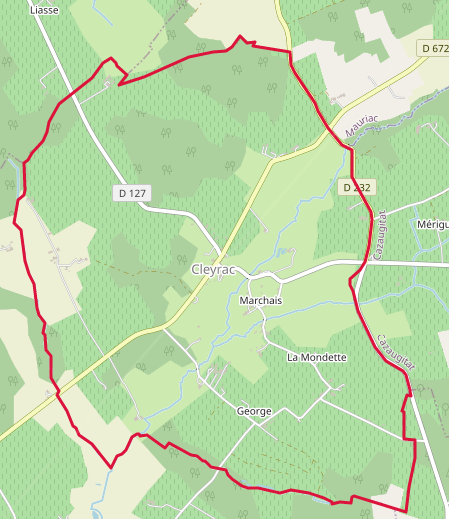
Carte OpenStreetMap.
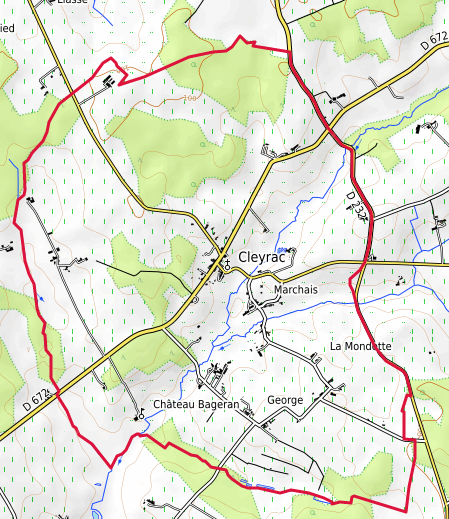
Carte topographique.
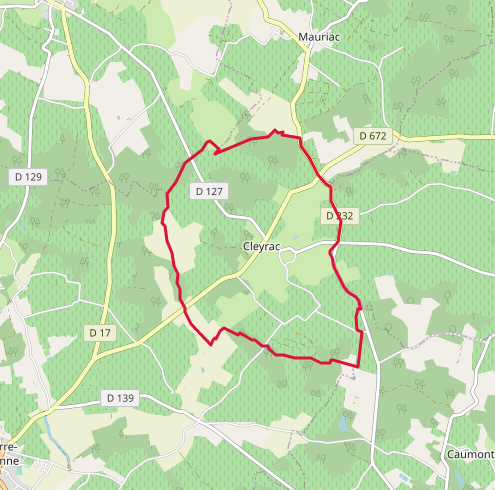
Carte avec les communes environnantes.

### Climat
Pour des articles plus généraux, voir Climat de la Nouvelle-Aquitaine et Climat de la Gironde.
Historiquement, la commune est exposée à un climat océanique aquitain.  
En 2020, Météo-France publie une typologie des climats de la France métropolitaine dans laquelle la commune est exposée à un climat océanique et est dans la région climatique  Aquitaine, Gascogne, caractérisée par une pluviométrie abondante au printemps, modérée en automne, un faible ensoleillement au printemps, un été chaud (19,5 °C), des vents faibles, des brouillards fréquents en automne et en hiver et des orages fréquents en été (15 à 20 jours).
Pour la période 1971-2000, la température annuelle moyenne est de 12,6 °C, avec une amplitude thermique annuelle de 15 °C. Le cumul annuel moyen de précipitations est de 839 mm, avec 11,7 jours de précipitations en janvier et 6,8 jours en juillet. Pour la période 1991-2020, la température moyenne annuelle observée sur la station météorologique la plus proche, située sur la commune de Talence à 5 km à vol d'oiseau, est de 14,3 °C et le cumul annuel moyen de précipitations est de 884,0 mm,. Pour l'avenir, les paramètres climatiques de la commune estimés pour 2050 selon différents scénarios d’émission de gaz à effet de serre sont consultables sur un site dédié publié par Météo-France en novembre 2022.

## Urbanisme

### Typologie
Au 1er janvier 2024, Cleyrac est catégorisée commune rurale à habitat très dispersé, selon la nouvelle grille communale de densité à sept niveaux définie par l'Insee en 2022.
Elle est située hors unité urbaine et hors attraction des villes,.

### Occupation des sols

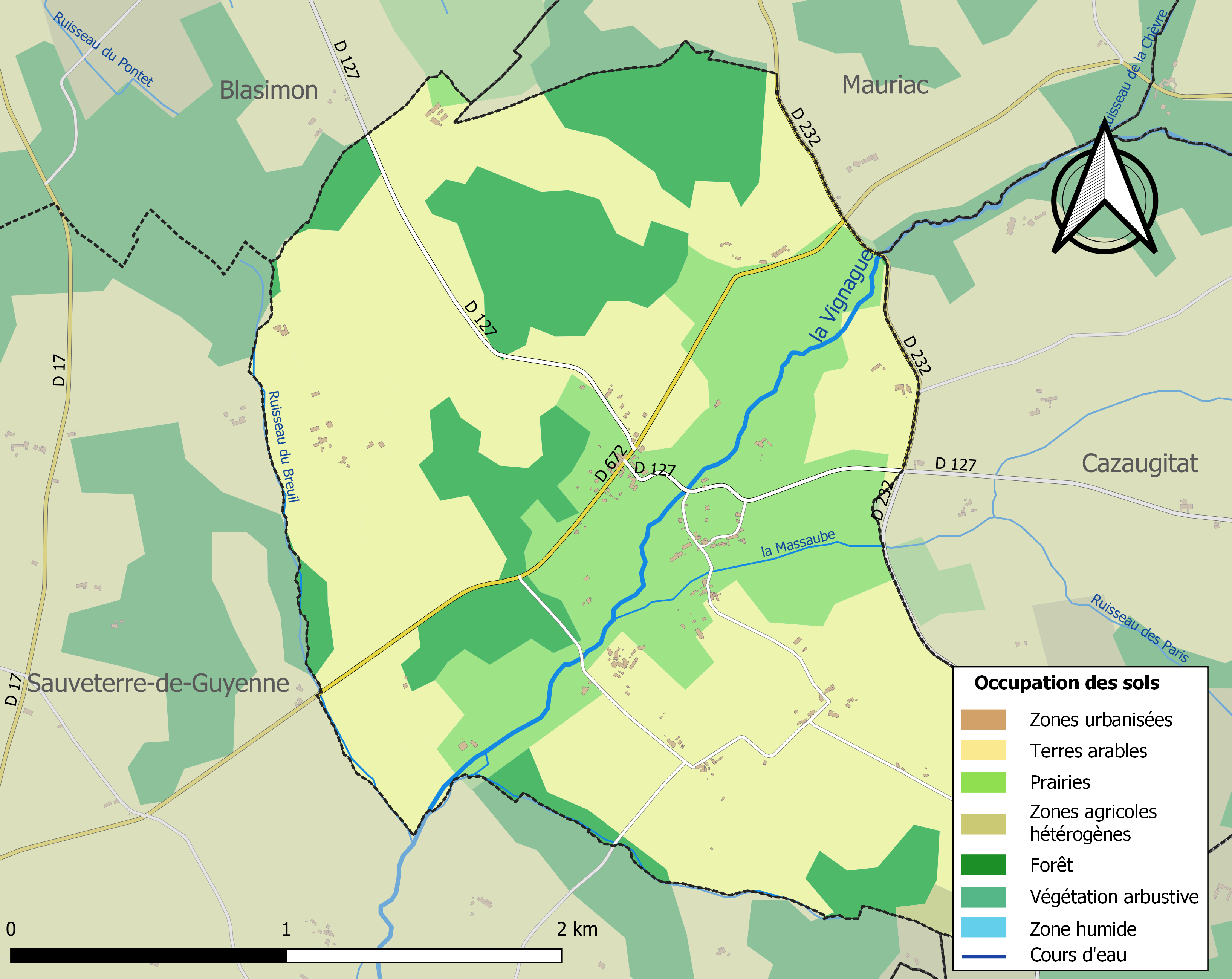
Carte des infrastructures et de l'occupation des sols de la commune en 2018 (CLC).

L'occupation des sols de la commune, telle qu'elle ressort de la base de données européenne d’occupation biophysique des sols Corine Land Cover (CLC), est marquée par l'importance des territoires agricoles (81 % en 2018), une proportion sensiblement équivalente à celle de 1990 (80,5 %). La répartition détaillée en 2018 est la suivante : 
cultures permanentes (51 %), prairies (23,3 %), forêts (19 %), terres arables (6,4 %), zones agricoles hétérogènes (0,4 %). L'évolution de l’occupation des sols de la commune et de ses infrastructures peut être observée sur les différentes représentations cartographiques du territoire : la carte de Cassini (XVIIIe siècle), la carte d'état-major (1820-1866) et les cartes ou photos aériennes de l'IGN pour la période actuelle (1950 à aujourd'hui).

### Voies de communication et transports
La principale voie de communication routière est la route départementale D672 (ancienne route nationale 672) qui traverse le village et mène vers le nord-est à Soussac et au-delà à Pellegrue et Sainte-Foy-la-Grande et vers le sud-ouest à Sauveterre-de-Guyenne et au-delà à Saint-Macaire ; la route départementale D127 permet de rejoindre Blasimon vers le nord-ouest et Cazaugitat vers l'est.
L'accès à l'autoroute A62 (Bordeaux-Toulouse) le plus proche est celui de no 4, dit de La Réole, qui se situe à 27 km vers le sud.

L'accès no 1, dit de Bazas, à l'autoroute A65 (Langon-Pau) se situe à 44 km vers le sud-sud-ouest.

L'accès le plus proche à l'autoroute A89 (Bordeaux-Lyon) est celui de l'échangeur autoroutier avec la route nationale 89 qui se situe à 30 km vers le nord-ouest.
La gare SNCF la plus proche est celle, distante de 19 km par la route vers le sud, de La Réole sur la ligne Bordeaux-Sète du TER Nouvelle-Aquitaine.

### Risques majeurs
Le territoire de la commune de Cleyrac est vulnérable à différents aléas naturels : météorologiques (tempête, orage, neige, grand froid, canicule ou sécheresse), inondations et séisme (sismicité très faible). Un site publié par le BRGM permet d'évaluer simplement et rapidement les risques d'un bien localisé soit par son adresse soit par le numéro de sa parcelle.
La commune a été reconnue en état de catastrophe naturelle au titre des dommages causés par les inondations et coulées de boue survenues en 1982, 1999 et 2009,.

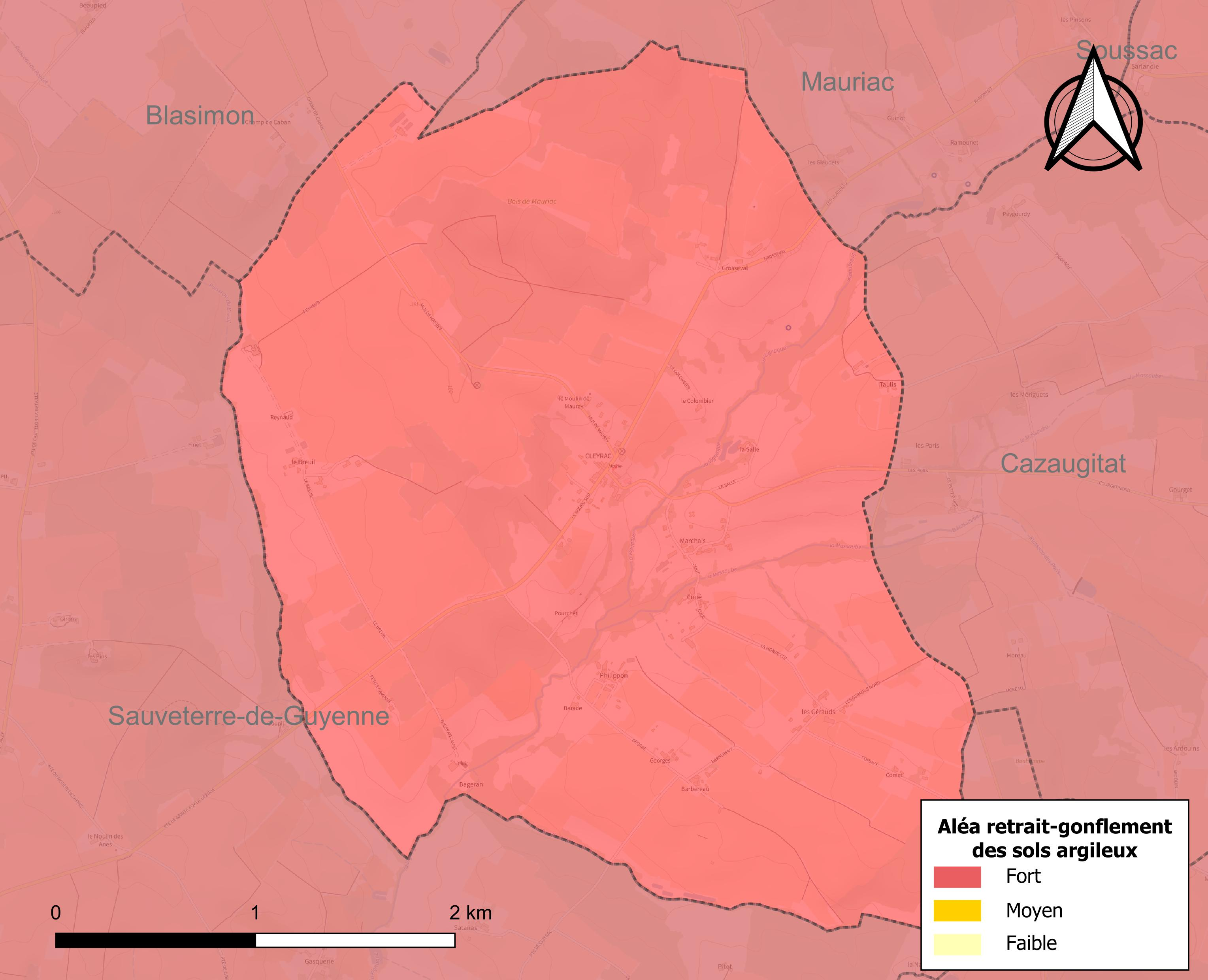
Carte des zones d'aléa retrait-gonflement des sols argileux de Cleyrac.

Le retrait-gonflement des sols argileux est susceptible d'engendrer des dommages importants aux bâtiments en cas d’alternance de périodes de sécheresse et de pluie. La totalité de la commune est en aléa moyen ou fort (67,4 % au niveau départemental et 48,5 % au niveau national). Sur les 81 bâtiments dénombrés sur la commune en 2019, 81 sont en aléa moyen ou fort, soit 100 %, à comparer aux 84 % au niveau départemental et 54 % au niveau national. Une cartographie de l'exposition du territoire national au retrait gonflement des sols argileux est disponible sur le site du BRGM,.
Par ailleurs, afin de mieux appréhender le risque d’affaissement de terrain, l'inventaire national des cavités souterraines permet de localiser celles situées sur la commune.
Concernant les mouvements de terrains, la commune a été reconnue en état de catastrophe naturelle au titre des dommages causés par des mouvements de terrain en 1999.

## Histoire
À la Révolution, la paroisse Saint-Pierre de Clairac (dénommée Saint-Antoine jusqu'en 1691) forme la commune de Clairac. En 1932, la commune de Clairac devient Cleyrac,.

## Politique et administration
| Période                                  | Période  | Identité        | Étiquette | Qualité |
| ---------------------------------------- | -------- | --------------- | --------- | ------- |
| mars 2001                                | mai 2020 | Yves Rayne      |           |         |
| mai 2020                                 | En cours | Phillippe Curoy |           |         |
| Les données manquantes sont à compléter. |          |                 |           |         |

## Démographie
L'évolution du nombre d'habitants est connue à travers les recensements de la population effectués dans la commune depuis 1793. Pour les communes de moins de 10 000 habitants, une enquête de recensement portant sur toute la population est réalisée tous les cinq ans, les populations de référence des années intermédiaires étant quant à elles estimées par interpolation ou extrapolation. Pour la commune, le premier recensement exhaustif entrant dans le cadre du nouveau dispositif a été réalisé en 2005.

En 2022, la commune comptait 150 habitants, en évolution de −5,66 % par rapport à 2016 (Gironde : +6,91 %, France hors Mayotte : +2,11 %).
| 1793 | 1800 | 1806 | 1821 | 1831 | 1836 | 1841 | 1846 | 1851 |
| ---- | ---- | ---- | ---- | ---- | ---- | ---- | ---- | ---- |
| 340  | 309  | 333  | 364  | 369  | 271  | 295  | 320  | 303  |

| 1856 | 1861 | 1866 | 1872 | 1876 | 1881 | 1886 | 1891 | 1896 |
| ---- | ---- | ---- | ---- | ---- | ---- | ---- | ---- | ---- |
| 329  | 314  | 323  | 307  | 299  | 267  | 242  | 224  | 236  |

| 1901 | 1906 | 1911 | 1921 | 1926 | 1931 | 1936 | 1946 | 1954 |
| ---- | ---- | ---- | ---- | ---- | ---- | ---- | ---- | ---- |
| 241  | 254  | 246  | 208  | 224  | 271  | 233  | 206  | 208  |

| 1962 | 1968 | 1975 | 1982 | 1990 | 1999 | 2005 | 2006 | 2010 |
| ---- | ---- | ---- | ---- | ---- | ---- | ---- | ---- | ---- |
| 184  | 156  | 142  | 124  | 143  | 149  | 147  | 144  | 158  |

| 2015 | 2020 | 2022 | - | - | - | - | - | - |
| ---- | ---- | ---- | - | - | - | - | - | - |
| 160  | 153  | 150  | - | - | - | - | - | - |

## Culture locale et patrimoine

### Lieux et monuments
- Le château de Basgéran, corps de logis des XVIe-XVIIe siècles flanqué d'échauguettes à mâchicoulis est inscrit monument historique depuis 1927[26].
- Le moulin de la Salle, construit sur la Vignague et au cours du XIVe siècle, est inscrit monument historique depuis 1927[27].
- L'église Saint-Pierre.

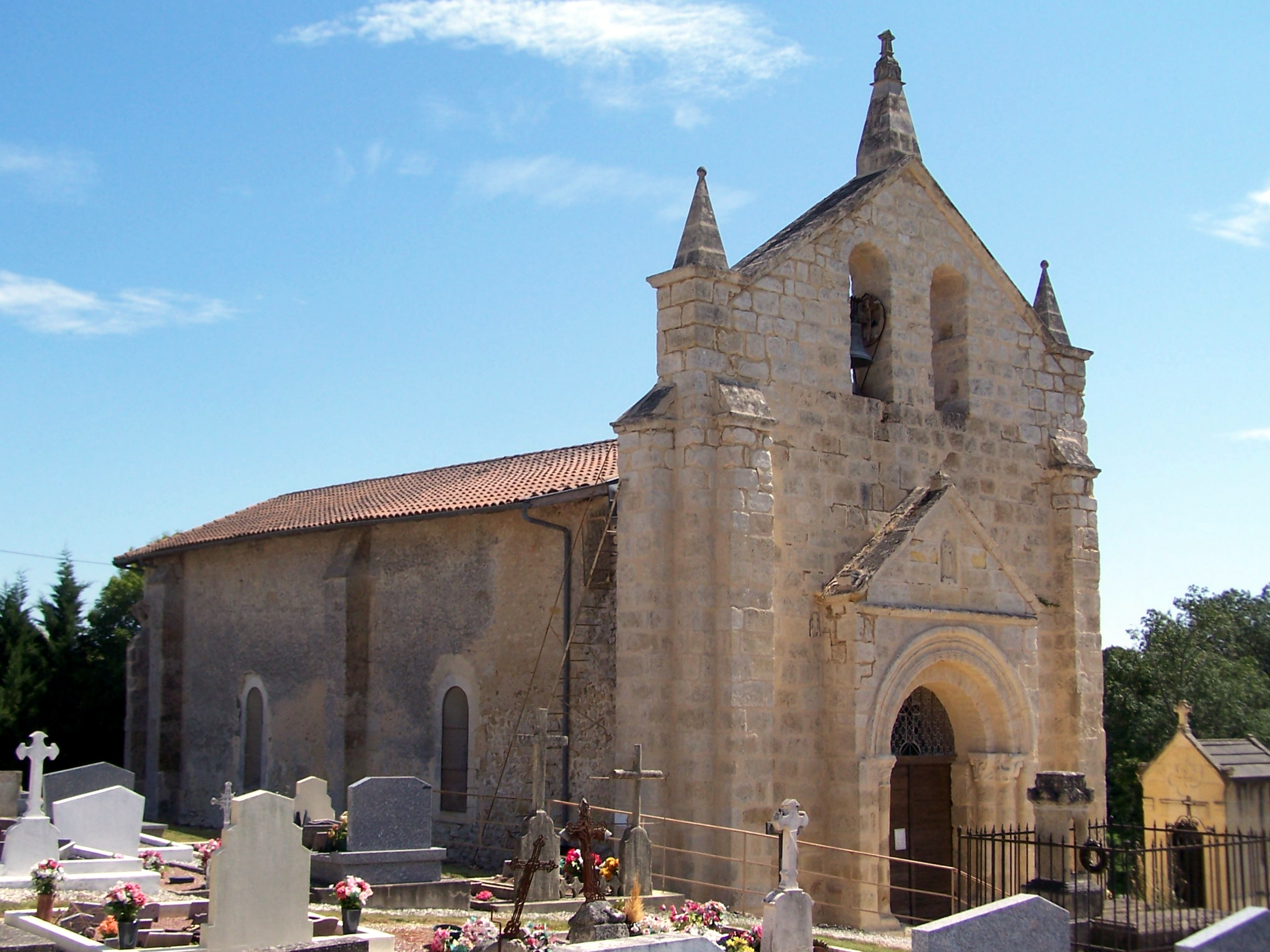
L'église Saint-Pierre (août 2012)
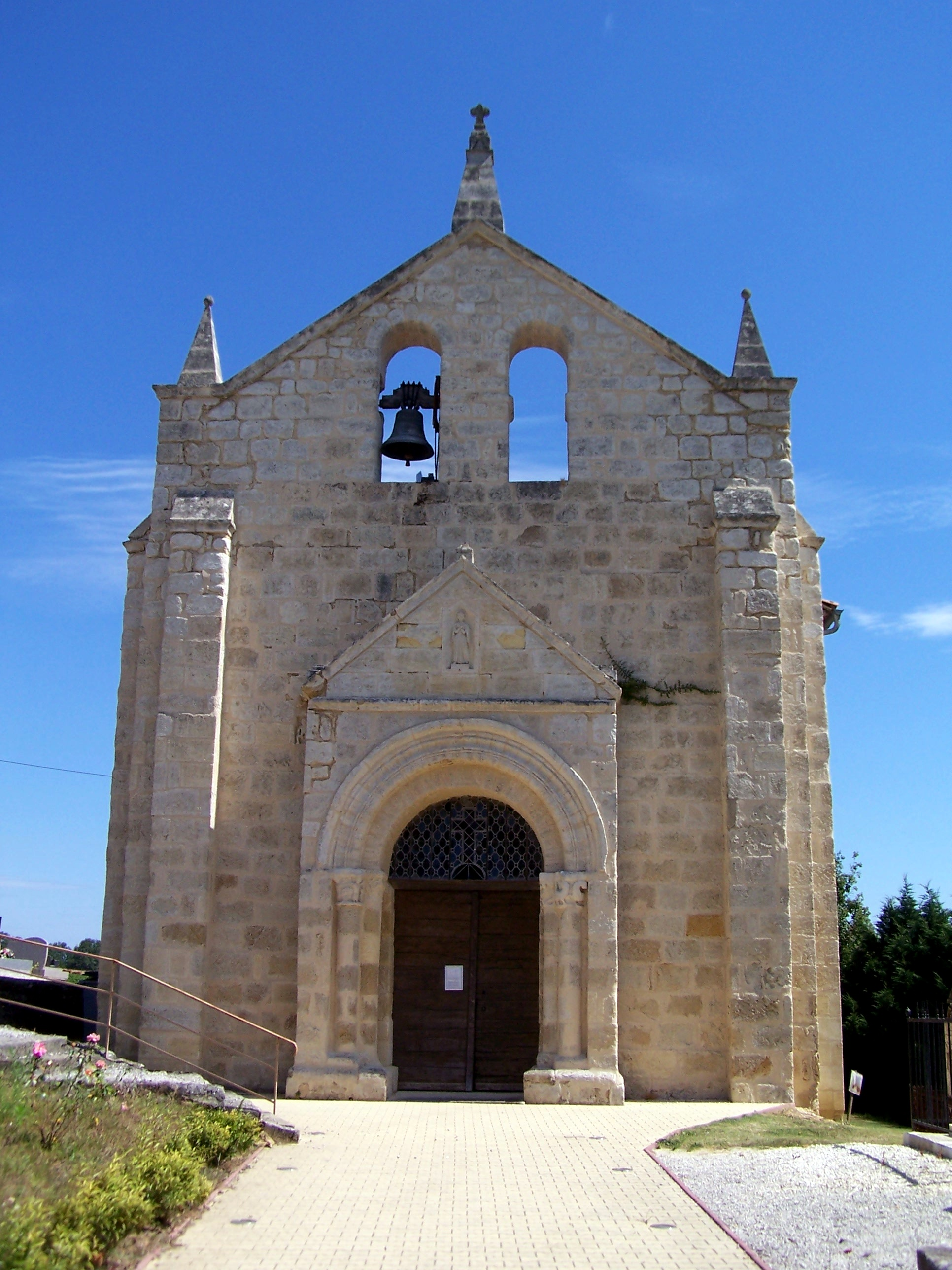
La façade ouest (août 2012)
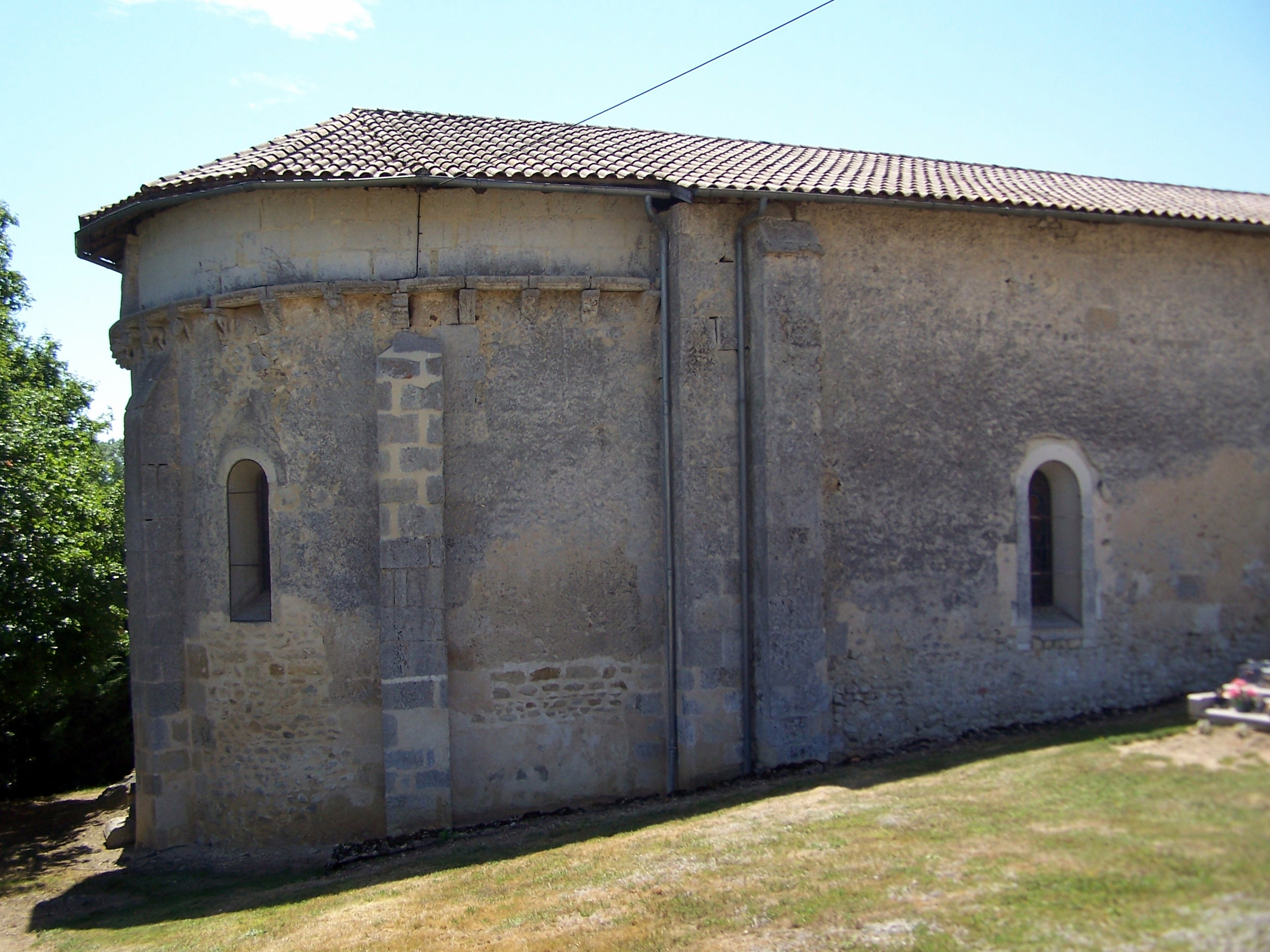
Le chevet (août 2012)
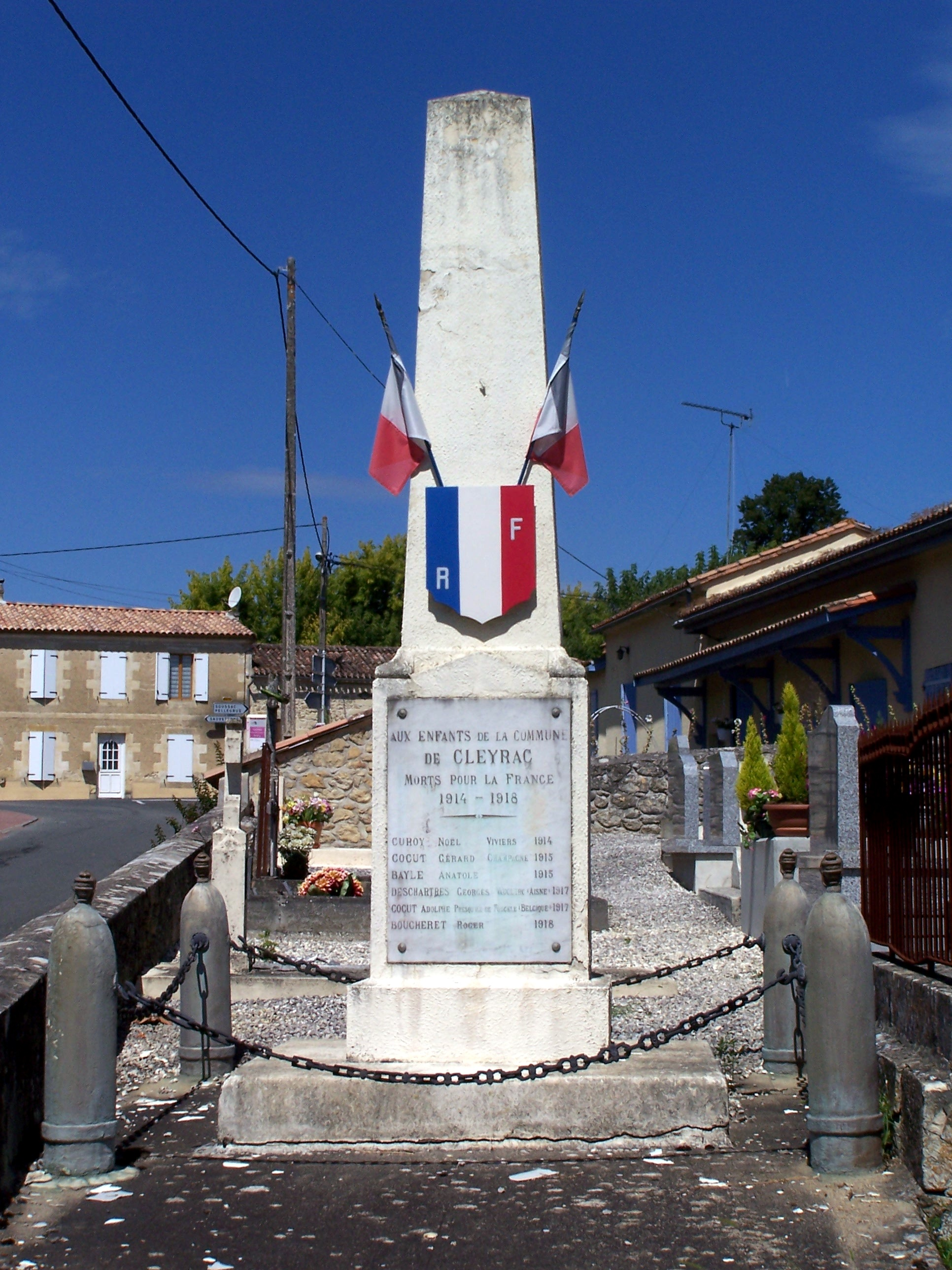
Le monument aux morts dans le cimetière (août 2012)

### Héraldique
| Blason de Cleyrac | Blason  | Parti : au 1er d'azur à un coq d'or, au 2d d'argent à une grappe de raisin de pourpre, feuillée et pamprée au naturel ; au chef ondé de gueules chargé d'un léopard d'or, armé et lampassé d'azur. |
| Blason de Cleyrac | Détails | Le statut officiel du blason reste à déterminer. |